# Тасиусак (Каасуитсуп)
Тасиусак (гренл. Tasiusaq, дат. Vakkerpryd) — поселение в коммуне Каасуитсуп, северо-западная Гренландия. Население — 248 человек (данные на 2010 год). На гренландском языке название поселения означает «залив с небольшим стоком».

## Архипелаг Апернавик
Тасиусак расположен на территории архипелага Апернавик (крупного архипелага, состоящего из небольших островов, расположенного на побережье северо-западной части Баффинова залива. Южная часть архипелага является продолжением северо-западной части побережья полуострова Сиггууп Нуна, а северная часть — южным окончанием залива Мелвилл.

## Население
Тасиусак является одним из немногих поселений в коммуне Каасуитсуп, испытывающий значительный рост уровня населения за последние два десятилетия. Относительно уровня 1990 года население увеличилось почти вдвое, а относительно 2000 года уровень населения повысился на 7 процентов.

## Транспорт
В выходные дни поселение обслуживает компания Air Greenland в соответствии с государственными договором. Перелёты осуществляются на вертолетах из аэропорта Тасиусака в Иннаурсут и в Апернавик.